# (20444) Mamesser
(20444) Mamesser (1999 JK63) – planetoida z pasa głównego asteroid okrążająca Słońce w ciągu 3,43 lat w średniej odległości 2,27 j.a. Odkryta 10 maja 1999 roku.